# South Nyack
South Nyack es una villa ubicada en el condado de Rockland en el estado estadounidense de Nueva York. En el año 2000 tenía una población de 3,473 habitantes y una densidad poblacional de 2,187.3 personas por km². South Nyack se encuentra ubicada dentro del pueblo de Orangetown.

## Geografía
South Nyack se encuentra ubicada en las coordenadas 41°5′2″N 73°55′23″O / 41.08389, -73.92306. Según la Oficina del Censo, la ciudad tiene un área total de 4,4 km² (1,7 mi²), de la cual 1,6 km² (0,6 mi²) es tierra y 2,8 km² (1,1 mi²) (1.11%) es agua.

## Demografía
Según la Oficina del Censo en 2000 los ingresos medios por hogar en la localidad eran de $53,000, y los ingresos medios por familia eran $62,262. Los hombres tenían unos ingresos medios de $45,735 frente a los $39,850 para las mujeres. La renta per cápita para la localidad era de $26,135. Alrededor del 8.9% de la población estaban por debajo del umbral de pobreza.